# SMIC
SMIC(Semiconductor Manufacturing International Corporation)는 부분적으로 국영 기업으로 상장된 중국 순수 반도체 파운드리 기업이다. 중화인민공화국 최대의 계약 칩 제조사이다.
회사 창립자 중 한 명은 한때 TSMC에서 근무했던 Zhang Rujing이다.
SMIC의 본사는 상하이시에 위치해 있으며 케이맨 제도에 법인이 있다. 중국 본토 전역에 웨이퍼 제조 현장을 두고 있으며 미국, 이탈리아, 일본, 대만에 사무소, 홍콩에 대표 사무소를 두고 있다. 350nm부터 7nm 공정 기술까지 집적회로(IC) 제조 서비스를 제공한다. 5nm반도체 개발에 성공하며 3nm공정 개발을 착수했다. SMIC는 로직 칩, 혼합 신호/RF 트랜시버 칩, 고전압 칩, 시스템 칩, 플래시 메모리 칩, EEPROM 칩, 이미지 센서 칩 및 LCoS 마이크로 디스플레이 칩을 포함하여 0.35 마이크론 ~ 14 나노미터 웨이퍼 파운드리 및 기술 서비스를 제공한다.
국영 민간 및 군용 통신 장비 공급업체인 다탕 텔레콤 그룹(Datang Telecom Group)과 중국 집적 회로 산업 투자 기금이 SMIC의 주요 주주이다. 주목할만한 고객으로는 화웨이, 퀄컴, 브로드컴 및 텍사스 인스트루먼츠가 있다. SMIC는 2020년대 초 중국 국영 반도체 펀드와의 합작 투자를 통해 중국 전역에 4개의 28nm 공정 공장을 건설하면서 확장했다. 이 팹은 2023년과 2024년에 가동될 것으로 예상되었다.

## 공정
| 노드         | Q3 2021 | Q3 2020 | Q3 2019 | Q3 2018 |
| ------------ | ------- | ------- | ------- | ------- |
| FinFET/28 nm | 18.2%   | 14.6%   | 4.3%    | 7.1%    |
| 40/45 nm     | 13.9%   | 17.2%   | 18.5%   | 18.7%   |
| 55/65 nm     | 28.5%   | 25.8%   | 29.3%   | 21.0%   |
| 90 nm        | 3.1%    | 3.4%    | 1.3%    | 1.4%    |
| 0.11/0.13 μm | 5.4%    | 4.4%    | 6.6%    | 8.7%    |
| 0.15/0.18 μm | 27.9%   | 31.2%   | 35.8%   | 39.5%   |
| 0.25/0.35 μm | 3.0%    | 3.4%    | 4.2%    | 3.6%    |

## 역사
2000년대:
- 2004년
  - 홍콩 증권 거래소에 상장된 공모 가격은 주당 HK$2.69였다.[5]

2010년대:
- 2010년
  - SMIC는 2010년부터 손실을 흑자로 전환하기 시작했다.[6]

- 2014년
  - 8월 10일, SMIC는 2분기 재무 보고서를 발표했는데, 이에 따르면 2011년 2분기 총 수익은 미화 30억 5,240만 달러로 전년 동기 대비 5.9% 감소했다.
  - 12월에, 300억 위안의 산업자금을 지원받았고 심천 웨이퍼 공장은 12월 말 공식 가동에 들어갔다.[7]

## SMIC의 기술
중국 정부는 '반도체 굴기 정책'을 통해 반도체 산업을 육성하였다. 2010년부터 2019년까지의 미국 특허청의 데이터에 따르면 특허를 다른 기업들과 비교해 기술 혁신 성과를 분석했을 때 SMIC는 특허의 양적인 측면에서 현저한 차이를 보였고, 낮은 시장 확보 지수를 기록하며 다른 파운드리 반도체 기업들에 비해 기술 혁신 성과에서 낮은 평가를 받았다. 2015년 이후 5년간 특허 수가 2배 이상 증가하며 중국 정부의 지원 등이 효과를 보였다.

### 2024년
2024년 1분기에 SMIC가 세계 파운드리 시장에서 TSMC, 삼성전자에 이어 3위를 차지하였다. 2022년에는 EUV 없이 DUV 장비로 7nm 공정 개발한 후, 5nm 공정도 개발한 것으로 알려졌다.

## 7nm 공정 개발과 관련한 의혹

SMIC와 논란이 있었던 TSMC

SMIC가 EUV 장비를 사용하지 않고 7nm 공정을 적용한 비트코인 채굴 시스템 온 칩(SoC)을 생산했다. 이후 제품 설계와 성능이 TSMC의 제품과 유사하여 기술 도용 가능성이 제기되었다.

## 미국의 제재
2020년 9월 미국 상무부가 SMIC를 블랙리스트로 지정하고 거래를 위해서는 특별 허가를 받도록 하였다. 이로 인해 핵심 기술 인력의 이탈 현상이 발생하였고, 2023년에는 화웨이가 SMIC의 7nm 공정 칩을 탑재한 스마트폰을 출시함에 따라 논란이 일었다.

## 같이 보기
- 반도체 산업